# Суслов, Александр Васильевич (художник)
Александр Васильевич Су́слов (5 сентября 1947, Пустовалово, Самарская область) — российский художник, работающий в жанрах монументальная живопись, станковая живопись, уникальная графика, прикладное искусство (стекло).

## Биография
Александр Суслов родился 5 сентября 1947 г. в с. Пустовалово Самарской области. Учился на художественно-графическом факультете Орловского пединститута (1965—1968). Преподаватели: И. Н. Лучинина, народный художник России, профессор Курнаков А. И..
В 1968 году поступил и в 1976 году окончил Харьковский художественно-промышленный институт, (факультет «Интерьер и Оборудование» отделение «Монументально — декоративная роспись»). Преподаватели: профессор Е. П. Егоров, лауреат Государственной премии, профессор Б. В. Косарев.
- с 1976 по 1986 гг. жил и работал в городе Кемерово,
- с 1986 по 2010 г. — Новокузнецк Кемеровской обл..
- c 2010 года живёт и работает в Москве.

Александр Суслов — автор значительных произведений монументальной живописи, получивших общественное признание: Музыкальный театр Кузбасса (комплексное решение интерьеров и роспись «Игра»); Кемеровская областная библиотека (роспись «Произведение Технологии»); ДК Шахтеров Кемерово (решение интерьеров и роспись «Земля и Небо»).
Участник выставок с 1968 года (городские, областные, региональные, республиканские, всесоюзные, зарубежные, международные, всемирная — 2000 г.).
18 персональных выставок в музеях и галереях России и за рубежом (Германия, Австрия, Канада).
Александр Суслов является лауреатом и победителем региональных конкурсов, участником симпозиумов, конференций, конгресса по вопросам культуры и искусства в России и Германии.
Произведения А. Суслова находятся в собрании Министерства культуры России, в Государственном Русском музее, художественных музеях Новокузнецка, Кемерово, Новосибирска, Барнаула, Томска, Красноярска, а также в многочисленных художественных галереях, учреждениях, организациях, банках и частных коллекциях, как в России, так и за рубежом (Германия, Нидерланды, Италия, Франция, Финляндия, Венгрия, США, Канада и др.).

## Персональные выставки
- 1983 — Художественное училище, Кемерово
- 1985 — «Театр». Дом актера, Кемерово
- 1988 — Дом творческих союзов, Новокузнецк
- 1993 — Галерея «Коллекция», Новокузнецк
- 1993 — Новокузнецкий художественный музей
- 1993 — Новосибирская картинная галерея
- 1994 — Линц, Австрия
- 1995 — Галерея «Гостиный двор», Томск
- 1996 — «Исход», Областной музей изобразительных искусств, Кемерово
- 1997 — «Равноденствие». Галерея «Сибирское искусство», Новокузнецк
- 2000 — «Сибирские впечатления от Северной Германии». Любтеен, Германия
- 2002 — «Взгляд на Северо-Восток». Красноярский художественный музей им. В. И. Сурикова
- 2002 — «Взгляд на Северо-Восток». Новокузнецкий художественный музей.
- 2003 — AGW Gallery. Millbrook. Ontario. Canada. (август)
- 2003 — AGW Gallery. Millbrook. Ontario. Canada. (октябрь)
- 2003 — «Plateau». AGW Gallery. Millbrook. Ontario. Canada. (ноябрь)
- 2004 — AGW Gallery. Millbrook. Ontario. Canada. (январь)
- 2006 — Персональная выставка (совместно с Лазаревым С. П.).Галерея «Арт-Сегодня». Мыски, Кемеровская обл.

## Групповые выставки
- 1988 — «Экология». Дом творческих союзов, Новокузнецк
- 1989 — «Регион». Выставочный зал Всероссийского Общества охраны природы, Москва
- 1989 — «Творческий актив». Выставочный зал Союза художников, Кемерово
- 1989 — «Творческий актив». Выставочный зал Союза художников, Томск
- 1990 — «Творческий актив». Художественный музей, Новокузнецк
- 1991 — «Сибирский салон», Ленинград
- 1992 — «Сибирский салон», Таллин, Эстония
- 1995 — «Сибирский салон». Галерея «Сибирский салон», Кемерово
- 2001 — «След». Художественный музей. Новокузнецк
- 2002 — «Сибирский сад — территория мечты». Дом художника, Омск
- 2002 — «Сибирский сад — территория мечты». Новокузнецкий художественный музей

## Региональные выставки
- 1979 — «Художники Кузбасса», Ленинград
- 1987 — «Художники Кузбасса», Москва
- 2002 — «Художники Новокузнецка», Барнаул
- 1978 — «Молодые художники Сибири», Омск (диплом I степени)
- 1980 — «Сибирь социалистическая», Барнаул
- 1985 — «Сибирь социалистическая», Кемерово
- 1989 — «Периферия», Кемерово
- 1996 — «Человек в Пространстве Времени». Выставка-конференция, Омск
- 1998 — «Сибирь», Красноярск
- 2002 — «Моя Сибирь», Новокузнецк
- 2004 — «След II». Выставочный зал СХ. Красноярск
- 2006 — «След III». Новокузнецкая версия. Зал ДТС. Новокузнецк
- 2007 — «След III». Томская версия. Томский областной музей изобразительного искусства. Томск
- 2007 — «След III». Томская версия. Томский областной краеведченский музей. Томск
- 2007 — «След III». Омская версия. Выставочный зал СХ. Омск
- 2007 — «След III». Красноярская версия. Выставочный зал СХ. Красноярск, Художественный музей. Новокузнецк
- 2002 — «Сибирский сад — территория мечты». Дом художника, Омск
- 2002 — «Сибирский сад — территория мечты». Новокузнецкий художественный музей.

## Всесоюзные, республиканские выставки
- 1968 — Выставка-конференция работ студентов художественно-графических факультетов России, Орел
- 1977 — Выставка дипломных работ студентов художественных институтов СССР, Вильнюс
- 1978 — «Молодые художники России». Академия художеств, Москва
- 1990 — «Арт-Миф I», Москва
- 1996 — «Арт-Миф III», Москва

## Зарубежные и международные выставки
- 1989 — «Художники Москвы, Санкт-Петербурга и Сибири». Париж, Франция
- 1998 — «Internationale Glaskunst». Lubtheen, Germany.
- 1999 — «Художественное стекло». Областной художественный музей, Томск
- 2000 — «Malerei und Kleinplastik» (Expo-2000). «Galerie М», Wilgelmshaven. Germany.
- 2000 — «Malerei und Kleinplastik» (Expo im Meen). Raiffeisen Volksbank, Jever. Germany.
- 2001 — «Internationale Glaskunst». Domitz. Germany.
- 2001 — II Международная биеннале графики. Областная картинная галерея, Новосибирск.
- 2004 — «Black Lab». International Exhibition. Toronto. Canada.
- 2005 — IV Международная биеннале графики. Новосибирский Государственный художественный музей, Новосибирск
- 2006 — Международный фестиваль современного искусства. Проект «След III» (автор идеи проекта). Новосибирский Государственный художественный музей. Новосибирск
- 2007 — «След III». Югорская версия. В рамках международного фестиваля современного искусства «Большая вода». Дворец дружбы народов. Ханты-Мансийск
- 2007 — V Международная биеннале графики. Новосибирский Государственный художественный музей. Новосибирск
- 2009 — VI Международная биеннале графики. Новосибирский Государственный художественный музей. Новосибирск.
- 2009 — Фестиваль современного искусства «Большая вода». Проект «Точка схода» (куратор и участник проекта). Национальная Галерея Фонда Поколений. Ханты — Мансийск.
- 2011 — «Хронотоп» — международный проект (Сибирская неоархаика). Кемеровский областной художественный музей. Кемерово.
- 2011 — «Хронотоп» — международный проект (Сибирская неоархаика). Выставочный зал Сибирского отделения Академии художеств Российской Федерации.

## Выставки-конкурсы
- 1993 — «Современная сибирская живопись». Новокузнецкий художественный музей, III премия.
- 1994 — «Сибирский колорит». Городской выставочный зал, Ленинск-Кузнецкий. Поощрительная премия.
- 1995 — «50 лет Победы в ВОВ». Кемеровский областной музей изобразительных искусств, I премия в номинации «Графика».
- 1996 — «Кузбасская палитра». Новокузнецкий художественный музей, Гран-При.
- 2005 — «Пост № 1». Межрегиональная художественная выставка-конкурс. Диплом Мастера.
- 2005 — «Пост № 1». Межрегиональная художественная выставка-конкурс. Диплом победителя рейтингового голосования искусствоведов Сибири

## Симпозиумы
- 1979—1980 — «Монументалисты России». Старая Ладога, Ленинградская область
- 1980—1981 — «Монументалисты России». Старая Ладога, Ленинградская область
- 1993 — «Художники Кузбасса». Италия (Венеция, Турин, Флоренция, Рим)
- 1998 — I «Ost-west Glassyposium». Lubttheen, Germany
- 1999 — II «Ost-west Glassyposium» . Томск, Россия (организатор и участник).
- 2001 — III «Ost-west Glassyposium». Domitz, Germany

## Публикации
- 1994 — «Александр Суслов. Живопись». Буклет. РИФ «Сибирский бизнес». Галерея «Коллекция», составитель Галыгина О. М. Кемерово.
- 1997 — «Александр Суслов. Графика». Каталог выставки. Составитель Галыгина О. М. Вступительная статья Данилова Л. Г. Галерея «Сибирское искусство». Новокузнецк.
- 1997 — «Гимны». Буклет-каталог выставки. Статья Л. Г. Данилова. Новокузнецкий художественный музей.
- 1998 — «Александр Суслов. Стихотворения». Предисловие: Данилова Л. Г., Гревнев М. М. Издательство «Ковчежек». Кемерово.
- 2002 — «Александр Суслов. Избранное». Стихи. Авторская редакция. Издательство «Ситалл». Красноярск.
- 2002 — «Александр Суслов». Каталог выставки «Взгляд на Северо-Восток». Галерея «Сибирское искусство». Вступительная статья «Преодоление» А. И. Морозов. Издательство «Ситалл». Красноярск.
- 2003 — «Plateau». Каталог выставки. Вступительная статья А. И. Морозов. AGWGallery. Millbrook. Ontario. Canada.
- 2005 — «Пергаментные крылья». Стихи. Иллюстрации А. В. Суслов. Галерея «Сибирское искусство». Новокузнецк.
- 1987 — «Огни Кузбасса». № 1. Кемерово
- 1988 — «Регион». Каталог выставки. Новокузнецк, Москва
- 1992 — «Литературный Кузбасс». № 2. Кемерово
- 1993 — «Открой для себя художника». В. Галыгин. «Кузнецкий рабочий», 10 февраля. Новокузнецк.
- 1993 — «Сибирская жизнь». № 2. Рубрика «Поэзия». Новосибирск
- 1994 — «Сибирский колорит». Каталог выставки-конкурса. Ленинск-Кузнецкий
- 1995 — «Interdizain». № 2, Москва
- 1996 — «Человек. Художник Александр Суслов». М. Гревнев «Кузнецкий рабочий». Новокузнецк.
- 1998 — «Литературный Кузбасс». З. Эстамонова, Новокузнецк-Кемерово.
- 1998 — «Ost-west Glassymposium» — каталог-буклет. Любтеен, Германия.
- 1998 — «Уха на Эльбе такая же вкусная, как на Волге». Т.Тюрина. «Кузнецкий рабочий», 13 августа. Новокузнецк.
- 1998 — «Кузнецкая крепость». М. Гревнев, № 1. Новокузнецк.
- 1999 — «Художники Новокузнецка». Альбом. Вступительная статья Н. Брагина. Новокузнецк.
- 2000 — «Сомнамбула пространства». С. Самойленко. «Кузнецкий край». 20 мая. Кемерово.
- 2000 — «Sibirsche Sichtweisen». Martin Wein. Expo am Meer. «Wilgelmshavener Zeiting». 30 08. Wilgelmshaven. Germany.
- 2000 — «Einblick in irreal welten der Fantastic». Sabine Neumann. «Hagenower Kreisblatt». 25 10. Hagenow. Germany.
- 2001 — "Александр Суслов: «В центре Азии. В мире». М. Гревнев. «Кузнецкий край». 3 февраля. Кемерово.
- 2002 — «Замысливший создать иллюзию мечты». Т. Тюрина. «Кузнецкий рабочий». 27 августа. Новокузнецк.
- 2003 — « Prominent Russian artist in Millbrook». Katy Bond. «The Millbrook Times». July 10. Millbrook. Ontario. Canada.
- 2004 — "Александр Суслов. Жизнь в жанре «фэнтези». Е. Величко. «Дорогое удовольствие». Ноябрь. Новокузнецк.
- 2004 — «Художник, который не ждёт у моря погоды». М. М. Гревнёв. «Кузнецкий рабочий». 24 ноября. Новокузнецк.
- 2007 — «Александр Суслов: Я всё делаю с радостью». Т. Тюрина. «Кузнецкий рабочий». 6 сентября. Новокузнецк.
- 2007 — «След-III». О. Галыгина., А. Суслов. «После 12». Кемерово.
- 2008 — «Александр Суслов». А. Маркитан. « Профессионал». Март 2008. Новокузнецк.
- 2009 — «Художники Новокузнецка». Новокузнецкая организация СХ России. Вступительные статьи Т. М. Высоцкая., Л. Г. Данилова. Новокузнецк.
- 2010 — «Александр Суслов и группа МОСТ». М. Чертогова. «Кузбасс XXI век». 3/21 Октября. Кемерово.
- 2010 — «Точка схода». Авторская статья. Фестиваль современного искусства «Большая вода». Каталог. Новосибирск.
- 2011 — «Живопись Новокузнецка». Вступительная статья Л. Г. Данилова. Новокузнецк.
- 2011 — «Графика Новокузнецка». Вступительная статья Л. Г. Данилова. Новокузнецк.
- 2012 — « Сибирская Неоархаика». Сборник материалов. «Архаика Александра Суслова». Л. Г. Данилова. Отв. редактор В. Ф. Чирков. Составители: В. Ф. Чирков, О. М. Галыгина. Галерея «Сибирское искусство»

## Фильмы
- «Александр Суслов». ГТРК «Кузбасс». «Отдел-5». Н. Лахреева. Кемерово, 1995
- «Путь к себе». Фильм I. «10 канал». О. Козлова. Новокузнецк, 1996
- «Путь к себе». Фильм II. «10 канал». О. Козлова. Новокузнецк, 1997
- «Не придуманная жизнь». «10 канал». О. Козлова. 2003
- «Один день из жизни Александра Васильевича». О. Козлова. Студия «Хорошее кино». 2005